# Dyskografia Edyty Górniak
Dyskografia Edyty Górniak – polskiej piosenkarki popowej, składa się z ośmiu albumów studyjnych, jednego albumu koncertowego, sześciu kompilacji, sześćdziesięciu siedmiu singli (w tym dziewięciu z gościnnym udziałem) oraz trzydziestu jeden teledysków.
Debiutancki album wokalistki, Dotyk, został wydany 8 maja 1995. Według danych Związku Producentów Audio-Video album uzyskał w 2025 status diamentowej płyty. Album uhonorowano także Fryderykiem 1995 w kategorii „Fonograficzny debiut roku”. Pierwsze single z płyty, „Jestem kobietą” oraz „Dotyk”, zajęły kolejno trzecie oraz pierwsze miejsce na Liście Przebojów Programu Trzeciego.
Drugi album studyjny wokalistki, Edyta Górniak, został wydany w listopadzie 1997. Album został wydany również w Japonii w wersji zatytułowanej Kiss Me, Feel Me. Edyta Górniak była pierwszą międzynarodową płytą piosenkarki, która zadebiutowała na europejskich listach przebojów, zajmując między innymi 13. miejsce na liście przebojów w Norwegii, 18. miejsce w Szwecji, 22. miejsce w Finlandii oraz 40. miejsce w Szwajcarii. W Polsce album uzyskał status platynowej płyty. Z wydawnictwa pochodzą pierwsze trzy międzynarodowe single wokalistki: „When You Come Back to Me”, „Anything” oraz „One & One”.
W 1999 wydano pierwszy album koncertowy wokalistki – Live ’99. Płyta zawiera nagrania z trasy koncertowej, która miała miejsce na terenie Polski. Utwory na niej zarejestrowane pochodzą z dwóch ostatnich koncertów – w Teatrze im. Juliusza Słowackiego w Krakowie z dnia 30 kwietnia 1999 oraz w Sali Kongresowej w Warszawie z 4 maja 1999.
Trzeci długogrający album piosenkarki Perła (2002) uzyskał status złotej płyty, zajmując pierwsze miejsce na liście OLiS. Dwa single promujące album, „Jak najdalej” oraz „Nie proszę o więcej”, zajęły pierwsze miejsce na POPLiście radia RMF FM. W marcu 2003 zaprezentowała anglojęzyczną część Perły pt. Invisible, na której umieściła m.in. klubowy hit „Impossible”.
Czwartą płytą wokalistki był wydany 12 października 2007 album E·K·G, który tak jak Edyta Górniak uzyskał status platynowej płyty.
W 2008 piosenkarka wydała album Zakochaj się na Święta w kolędach, na którym znalazło się 10 najpopularniejszych piosenek świątecznych oraz kolęd. Płyta została dołączona do świątecznego wydania „Gazety Wyborczej”, natomiast osobny zakup płyty był możliwy do wyczerpania zapasów w sklepie Agory.
14 lutego 2012 wydano szósty album wokalistki, My, promowany singlami „Teraz – tu”, „On the Run”, „Nie zapomnij”, „Consequences” oraz „Sens-Is”. W celach promocyjnych wokalistka nagrała także polską wersję utworu „Consequences” zatytułowaną „Co tylko chcesz”.
W latach 2013–2023 ukazało się jej 18 singli, w tym trzy z gościnnym udziałem. Dwa z nich, „Andromeda” (2017) i „Król” (2019), uzyskały status odpowiednio złotej i dwukrotnie platynowej płyty. W 2024 z utworem „I Remember” wzięła udział w krajowych eliminacjach wyłaniających reprezentanta Polski w 68. Konkursie Piosenki Eurowizji. W tym samym roku wydała swój drugi świąteczny album pt. My Favourite Winter.

## Albumy studyjne
| Rok                                                     | Dane dot. albumu | Pozycje na listach sprzedaży | Pozycje na listach sprzedaży | Pozycje na listach sprzedaży | Pozycje na listach sprzedaży | Pozycje na listach sprzedaży | Certyfikat ZPAV         | Liczba sprzedanych egzemplarzy w Polsce |
| Rok                                                     | Dane dot. albumu | POL                          | CHE                          | FIN                          | SWE                          | NOR                          | Certyfikat ZPAV         | Liczba sprzedanych egzemplarzy w Polsce |
| ------------------------------------------------------- | --- | ---------------------------- | ---------------------------- | ---------------------------- | ---------------------------- | ---------------------------- | ----------------------- | --------------------------------------- |
| 1995                                                    | Dotyk - Wydany: 8 maja 1995 - Wytwórnia: Pomaton EMI - Format: CD, kaseta, digital download, streaming                     | 17                           | –                            | –                            | –                            | –                            | - POL: diamentowa płyta | - POL: 800 000+                         |
| 1997                                                    | Edyta Górniak - Wydany: 10 listopada 1997 - Wytwórnia: Pomaton EMI - Format: CD, kaseta, digital download, streaming       | –                            | 40                           | 22                           | 18                           | 13                           | - POL: platynowa płyta  | - POL: 100 000+                         |
| 2002                                                    | Perła - Wydany: 9 marca 2002 - Wytwórnia: Pomaton EMI - Format: CD, kaseta, digital download, streaming                    | 1                            | –                            | –                            | –                            | –                            | - POL: złota płyta      | - POL: 35 000+                          |
| 2003                                                    | Invisible - Wydany: 31 marca 2003 - Wytwórnia: Virgin Music, EMI - Format: CD, kaseta                                      | –                            | –                            | –                            | –                            | –                            |                         | - POL: 12 000+                          |
| 2007                                                    | E·K·G - Wydany: 12 października 2007 - Wytwórnia: Agora SA - Format: CD                                                    | –                            | –                            | –                            | –                            | –                            | - POL: platynowa płyta  | - POL: 30 000+                          |
| 2008                                                    | Zakochaj się na Święta w kolędach - Wydany: 22 grudnia 2008 - Wytwórnia: Agora SA - Format: CD                             | –                            | –                            | –                            | –                            | –                            |                         |                                         |
| 2012                                                    | My - Wydany: 14 lutego 2012 - Wytwórnia: Anaconda Productions - Format: CD, digital download, streaming                    | 4                            | –                            | –                            | –                            | –                            |                         |                                         |
| 2024                                                    | My Favourite Winter - Wydany: 15 listopada 2024 - Wytwórnia: Warner Music Poland - Format: CD, digital download, streaming | 15                           | –                            | –                            | –                            | –                            |                         |                                         |
| „–” oznacza, że album nie był notowany na danej liście. | |                              |                              |                              |                              |                              |                         |                                         |

## Albumy koncertowe
| Rok  | Dane dot. albumu                                                                                               | Uwagi                                                                           |
| ---- | --- | ------------------------------------------------------------------------------- |
| 1999 | Live ’99 - Wydany: 25 września 1999 - Wytwórnia: Pomaton EMI - Format: CD, kaseta, digital download, streaming | - Album zawiera materiał pochodzący z dwóch ostatnich koncertów trasy Live ’99. |

## Kompilacje
| Rok  | Dane dot. albumu                                                                                                 | Uwagi                                                                                                  |
| ---- | --- | --- |
| 1999 | 5 największych przebojów - Wydany: 16 września 1999 - Wytwórnia: Pomaton EMI - Format: CD                        | - Kompilacja zawiera pięć najbardziej znanych utworów wokalistki, wydanych do 1999 roku.               |
| 2004 | Złota kolekcja: Dotyk - Wydany: 22 marca 2004 - Wytwórnia: Pomaton EMI - Format: CD, digital download, streaming | - 16 listopada 2010 wydano reedycję płyty, zawierającą trzy nowe piosenki wokalistki.                  |
| 2006 | Dyskografia - Wydany: 17 marca 2006 - Wytwórnia: Pomaton EMI - Format: CD, DVD, box set                          | - Box set stanowi podsumowanie współpracy wokalistki z wytwórnią EMI Music Poland.                     |
| 2008 | The Best of Edyta Górniak - Wydany: 20 maja 2008 - Wytwórnia: Marquard Media - Format: CD                        | - 20 maja 2008 została wydana kompilacja The Best of Edyta Górniak zawierająca pięć utworów.           |
| 2010 | Kolekcja 20-lecia Pomatonu - Wydany: 9 listopada 2010 - Wytwórnia: Pomaton EMI - Format: CD, box set             | - Zbiór płyt Edyty Górniak, wydany z okazji 20-lecia wytwórni płytowej Pomaton.                        |
| 2020 | Winyloteka: Edyta Górniak - Wydany: 27 listopada 2020 - Wytwórnia: Warner Music Poland - Format: winyl           | - W 2020 roku została wydana kompilacja Edyty Górniak, pierwsze jej wydanie w formacie płyty winylowej |

## Soundtracki
| Rok  | Film                                  | Utwór                       | Źródło |
| ---- | ------------------------------------- | --------------------------- | ------ |
| 1993 | Pajęczarki                            | „Autostrada piekło-niebo”   | [ 41 ] |
| 1993 | Pajęczarki                            | „Whenever”                  | [ 41 ] |
| 1995 | Pocahontas (album)                    | „Kolorowy wiatr”            | [ 2 ]  |
| 1995 | Pocahontas (album)                    | „Ten za łukiem rzeki świat” | [ 2 ]  |
| 1995 | Pocahontas (album)                    | „Dzicy są cz. 2”            | [ 2 ]  |
| 1998 | Mulan (album)                         | „Lustro”                    | [ 42 ] |
| 1999 | Ogniem i mieczem (album)              | „Dumka na dwa serca”        | [ 43 ] |
| 2007 | Smocze wzgórze                        | „Smocze wzgórze”            | [ 2 ]  |
| 2008 | To nie tak jak myślisz, kotku (album) | „To nie tak jak myślisz”    | [ 44 ] |
| 2011 | Pokaż kotku, co masz w środku         | „Oj... kotku”               | [ 45 ] |
| 2018 | Leśniczówka                           | „Dom dobrych drzew”         | [ 46 ] |
| 2018 | Dywizjon 303. Historia prawdziwa      | „Tylko Ty”                  | [ 47 ] |
| 2018 | Hotel Transylwania 3                  | „Zatrzymaj chwilę”          | [ 48 ] |

## Występy gościnne
| Rok  | Dane dot. albumu                                           | Utwór | Źródło |
| ---- | ---------------------------------------------------------- | --- | ------ |
| 1993 | Studio Buffo – Do grającej szafy grosik wrzuć, cz. 1       | - „Wrzuć grosz do grającej szafy” - „Gdy mi ciebie zabraknie” - „Batumi” - „Kasztany” - „Malagenia”                          | [ 49 ] |
| 1994 | Henryk Miśkiewicz – More Love                              | - „Jej portret” | [ 50 ] |
| 1994 | Studio Buffo – Metro                                       | - „Litania” - „A ja nie” - „Wieża Babel” - „Uciekali”                                                                        | [ 51 ] |
| 1995 | Zbigniew Górny – Koronkowe sny                             | - „Magiczne ognie” | [ 52 ] |
| 1996 | Jacek Cygan – Audiobiografia                               | - „To nie ja” | [ 53 ] |
| 1996 | Irena Santor – Duety                                       | - „Embarras” (singel Ireny Santor wraz z Edytą Górniak) - „Powrócisz tu” (singel Ireny Santor wraz z Edytą Górniak i innymi) | [ 54 ] |
| 1999 | Jacek Cygan – Audiobiografia 2                             | - „Dotyk” - „Jestem kobietą”                                                                                                 | [ 55 ] |
| 2000 | Jacek Cygan – Złota kolekcja: Laleczka z saskiej porcelany | - „Pada śnieg” | [ 56 ] |
| 2003 | Sweet Noise – Revolta                                      | - „Nie było” (singel Sweet Noise wraz z Edytą Górniak)                                                                       | [ 57 ] |
| 2003 | RMF FM – Moja i Twoja muzyka                               | - „Kiedy tęsknię” - „Nieśmiertelni”                                                                                          | [ 58 ] |
| 2006 | Piotr Rubik – Rubikon                                      | - „Dotyk” | [ 59 ] |
| 2006 | Ona i On 2                                                 | - „Pierwszy znak” - „Zakochani są wśród nas”                                                                                 | [ 60 ] |
| 2008 | Robert Janowski – Skrzydła: The Best Of                    | - „A ja nie” | [ 61 ] |
| 2013 | Matt Dusk – My Funny Valentine: The Chet Baker Songbook    | - „All the Way” (singel Matta Duska wraz z Edytą Górniak)                                                                    | [ 62 ] |

## Single

### Jako główna artystka
| Rok | Singel                                        | Pozycje na listach przebojów | Pozycje na listach przebojów | Pozycje na listach przebojów | Pozycje na listach przebojów | Pozycje na listach przebojów | Pozycje na listach przebojów | Pozycje na listach przebojów | Pozycje na listach przebojów | Pozycje na listach przebojów | Pozycje na listach przebojów | Pozycje na listach przebojów | Pozycje na listach przebojów | Pozycje na listach przebojów | Pozycje na listach przebojów | Pozycje na listach przebojów | Sprzedaż        | Certyfikat                | Album                                                |
| Rok | Singel                                        | POL                          | POL                          | POL                          | POL                          | POL                          | POL                          | POL                          | AUT                          | BEL (Fla)                    | CHE                          | CZE                          | GER                          | FRA                          | NOR                          | SWE                          | Sprzedaż        | Certyfikat                | Album                                                |
| Rok | Singel                                        | Airplay                      | Airplay Nowości              | LP3                          | SLiP                         | PiK                          | RMF                          | WiR                          | AUT                          | BEL (Fla)                    | CHE                          | CZE                          | GER                          | FRA                          | NOR                          | SWE                          | Sprzedaż        | Certyfikat                | Album                                                |
| --- | --------------------------------------------- | ---------------------------- | ---------------------------- | ---------------------------- | ---------------------------- | ---------------------------- | ---------------------------- | ---------------------------- | ---------------------------- | ---------------------------- | ---------------------------- | ---------------------------- | ---------------------------- | ---------------------------- | ---------------------------- | ---------------------------- | --------------- | ------------------------- | ---------------------------------------------------- |
| 1994 | „To nie ja!”                                  | X                            | X                            | 1                            | –                            | X                            | X                            | 1                            | –                            | –                            | –                            | –                            | –                            | –                            | –                            | –                            | - POL: 50 000+  | - POL: złota płyta        | Dotyk                                                |
| 1994 | „Jestem kobietą”                              | X                            | X                            | 3                            | –                            | X                            | X                            | –                            | –                            | –                            | –                            | –                            | –                            | –                            | –                            | –                            |                 |                           | Dotyk                                                |
| 1995 | „Dotknij...”                                  | X                            | X                            | 1                            | 1                            | X                            | X                            | 1                            | –                            | –                            | –                            | –                            | –                            | –                            | –                            | –                            |                 |                           | Dotyk                                                |
| 1995 | „Będę śniła”                                  | X                            | X                            | 9                            | 6                            | X                            | X                            | –                            | –                            | –                            | –                            | –                            | –                            | –                            | –                            | –                            |                 |                           | Dotyk                                                |
| 1995 | „Pada śnieg” (oraz Krzysztof Antkowiak)       | X                            | X                            | –                            | –                            | X                            | X                            | –                            | –                            | –                            | –                            | –                            | –                            | –                            | –                            | –                            |                 |                           | Dotyk                                                |
| 1995 | „Kolorowy wiatr”                              | X                            | X                            | –                            | 9                            | X                            | X                            | –                            | –                            | –                            | –                            | –                            | –                            | –                            | –                            | –                            |                 |                           | Pocahontas (ścieżka dźwiękowa)                       |
| 1995 | „Love Is on the Line”                         | X                            | X                            | –                            | 30                           | X                            | X                            | 8                            | –                            | –                            | –                            | –                            | –                            | –                            | –                            | –                            | - POL: 100 000+ | - POL: platynowa plyta    | –                                                    |
| 1996 | „To Atlanta”                                  | X                            | X                            | 32                           | 16                           | X                            | X                            | –                            | –                            | –                            | –                            | –                            | –                            | –                            | –                            | –                            |                 |                           | –                                                    |
| 1997 | „When You Come Back to Me”                    | X                            | X                            | 6                            | 29                           | 11                           | X                            | 13                           | –                            | 39                           | –                            | –                            | –                            | –                            | –                            | 23                           |                 |                           | Edyta Górniak                                        |
| 1997 | „Hope for Us” (oraz José Carreras)            | X                            | X                            | 32                           | –                            | 8                            | X                            | –                            | –                            | –                            | –                            | –                            | –                            | –                            | –                            | –                            |                 |                           | Edyta Górniak                                        |
| 1998 | „Lustro”                                      | X                            | X                            | 32                           | –                            | –                            | X                            | –                            | –                            | –                            | –                            | –                            | –                            | –                            | –                            | –                            |                 |                           | Mulan (ścieżka dźwiękowa)                            |
| 1998 | „Dumka na dwa serca” (oraz Mietek Szcześniak) | X                            | X                            | 1                            | 5                            | 1                            | X                            | 1                            | –                            | –                            | –                            | –                            | –                            | –                            | –                            | –                            |                 |                           | Ogiem i mieczem (ścieżka dźwiękowa)                  |
| 1998 | „Anything”                                    | X                            | X                            | 11                           | –                            | –                            | X                            | –                            | –                            | –                            | –                            | –                            | –                            | –                            | –                            | –                            |                 |                           | Edyta Górniak                                        |
| 1999 | „Stop!”                                       | X                            | X                            | 7                            | –                            | –                            | X                            | –                            | –                            | –                            | –                            | –                            | –                            | –                            | –                            | –                            |                 |                           | Live ’99                                             |
| 1999 | „One & One”                                   | X                            | X                            | 13                           | 34                           | –                            | X                            | 1                            | –                            | –                            | 42                           | –                            | 79                           | 46                           | –                            | –                            |                 |                           | Edyta Górniak                                        |
| 1999 | „Linger”                                      | X                            | X                            | –                            | –                            | –                            | X                            | –                            | –                            | –                            | –                            | –                            | –                            | –                            | –                            | –                            |                 |                           | Edyta Górniak                                        |
| 2000 | „Hunting High & Low”                          | X                            | X                            | 34                           | –                            | –                            | X                            | –                            | –                            | –                            | –                            | –                            | –                            | –                            | –                            | –                            |                 |                           | Edyta Górniak                                        |
| 2000 | „Pieśń Julii”                                 | X                            | X                            | –                            | –                            | –                            | X                            | –                            | –                            | –                            | –                            | –                            | –                            | –                            | –                            | –                            |                 |                           | –                                                    |
| 2000 | „To nie ja (remix)”                           | X                            | X                            | –                            | –                            | –                            | X                            | –                            | –                            | –                            | –                            | –                            | –                            | –                            | –                            | –                            |                 |                           | –                                                    |
| 2001 | „Jak najdalej”                                | X                            | X                            | 37                           | 41                           | 2                            | 1                            | 9                            | –                            | –                            | –                            | –                            | –                            | –                            | –                            | –                            |                 |                           | Perła                                                |
| 2002 | „Nie proszę o więcej”                         | X                            | X                            | 48                           | 51                           | 7                            | 1                            | –                            | –                            | –                            | –                            | –                            | –                            | –                            | –                            | –                            |                 |                           | Perła                                                |
| 2002 | „Słowa jak motyle”                            | X                            | X                            | –                            | –                            | 6                            | 10                           | –                            | –                            | –                            | –                            | –                            | –                            | –                            | –                            | –                            |                 |                           | Perła                                                |
| 2002 | „Perła”                                       | X                            | X                            | –                            | –                            | 20                           | –                            | –                            | –                            | –                            | –                            | –                            | –                            | –                            | –                            | –                            |                 |                           | Perła                                                |
| 2002 | „Impossible”                                  | X                            | X                            | 35                           | 33                           | 2                            | 1                            | 2                            | 50                           | –                            | 64                           | 73                           | 55                           | –                            | 56                           | –                            |                 |                           | Invisible                                            |
| 2003 | „As If / Sit Down”                            | X                            | X                            | –                            | –                            | –                            | –                            | –                            | –                            | –                            | –                            | –                            | –                            | –                            | –                            | –                            |                 |                           | Invisible                                            |
| 2003 | „The Story So Far”                            | X                            | X                            | –                            | –                            | –                            | –                            | –                            | –                            | –                            | –                            | 18                           | –                            | –                            | –                            | –                            |                 |                           | Invisible                                            |
| 2003 | „Whatever It Takes”                           | X                            | X                            | –                            | –                            | –                            | –                            | –                            | –                            | –                            | –                            | –                            | –                            | –                            | –                            | –                            |                 |                           | Invisible                                            |
| 2003 | „Make It Happen”                              | X                            | X                            | –                            | –                            | –                            | –                            | –                            | –                            | –                            | –                            | –                            | –                            | –                            | –                            | –                            |                 |                           | Invisible                                            |
| 2003 | „Nieśmiertelni”                               | X                            | X                            | –                            | –                            | –                            | 1                            | –                            | –                            | –                            | –                            | –                            | –                            | –                            | –                            | –                            |                 |                           | Moja i Twoja Muzyka (różni wykonawcy)                |
| 2004 | „Krople chwil...”                             | X                            | X                            | –                            | –                            | –                            | –                            | –                            | –                            | –                            | –                            | –                            | –                            | –                            | –                            | –                            |                 |                           | –                                                    |
| 2006 | „Loving You”                                  | X                            | X                            | 49                           | –                            | 9                            | –                            | 12                           | –                            | –                            | –                            | –                            | –                            | –                            | –                            | –                            |                 |                           | E·K·G                                                |
| 2007 | „List”                                        | X                            | X                            | –                            | –                            | 1                            | –                            | –                            | –                            | –                            | –                            | –                            | –                            | –                            | –                            | –                            |                 |                           | E·K·G                                                |
| 2008 | „Dziękuję ci”                                 | X                            | X                            | –                            | –                            | 21                           | –                            | 4                            | –                            | –                            | –                            | –                            | –                            | –                            | –                            | –                            |                 |                           | E·K·G                                                |
| 2008 | „To nie tak jak myślisz”                      | X                            | X                            | –                            | 20                           | 1                            | 1                            | 3                            | –                            | –                            | –                            | –                            | –                            | –                            | –                            | –                            |                 |                           | To nie tak jak myślisz, kotku (ścieżka dźwiękowa)    |
| 2008 | „Mizerna cicha”                               | X                            | X                            | –                            | –                            | –                            | –                            | –                            | –                            | –                            | –                            | –                            | –                            | –                            | –                            | –                            |                 |                           | Zakochaj się na Święta w kolędach                    |
| 2011 | „Teraz – tu”                                  | –                            | 2                            | –                            | 32                           | 2                            | 1                            | 2                            | –                            | –                            | –                            | –                            | –                            | –                            | –                            | –                            |                 |                           | My                                                   |
| 2011 | „On the Run”                                  | –                            | –                            | –                            | –                            | 8                            | –                            | 1                            | –                            | –                            | –                            | –                            | –                            | –                            | –                            | –                            |                 |                           | My                                                   |
| 2011 | „Oj... kotku”                                 | –                            | –                            | –                            | –                            | 9                            | –                            | 1                            | –                            | –                            | –                            | –                            | –                            | –                            | –                            | –                            |                 |                           | Pokaż kotku, co masz w środku (ścieżka dźwiękowa)    |
| 2012 | „Nie zapomnij”                                | –                            | –                            | –                            | –                            | –                            | –                            | 1                            | –                            | –                            | –                            | –                            | –                            | –                            | –                            | –                            |                 |                           | My                                                   |
| 2012 | „Consequences”                                | –                            | –                            | –                            | 38                           | 6                            | –                            | 1                            | –                            | –                            | –                            | –                            | –                            | –                            | –                            | –                            |                 |                           | My                                                   |
| 2012 | „Co tylko chcesz”                             | –                            | –                            | –                            | –                            | –                            | –                            | –                            | –                            | –                            | –                            | –                            | –                            | –                            | –                            | –                            |                 |                           | –                                                    |
| 2013 | „Sens-Is”                                     | –                            | –                            | –                            | –                            | –                            | –                            | –                            | –                            | –                            | –                            | –                            | –                            | –                            | –                            | –                            |                 |                           | My                                                   |
| 2014 | „Your High”                                   | –                            | 3                            | –                            | 18                           | 5                            | –                            | 2                            | –                            | –                            | –                            | –                            | –                            | –                            | –                            | –                            |                 |                           | –                                                    |
| 2014 | „Glow On”                                     | –                            | 3                            | –                            | 19                           | 6                            | –                            | 2                            | –                            | –                            | –                            | –                            | –                            | –                            | –                            | –                            |                 |                           | –                                                    |
| 2015 | „Oczyszczenie”                                | –                            | –                            | –                            | 41                           | 15                           | –                            | 2                            | –                            | –                            | –                            | –                            | –                            | –                            | –                            | –                            |                 |                           | –                                                    |
| 2016 | „Grateful”                                    | 43                           | 2                            | –                            | 42                           | 19                           | –                            | –                            | –                            | –                            | –                            | –                            | –                            | –                            | –                            | –                            |                 |                           | –                                                    |
| 2017 | „Andromeda” (oraz Don)                        | 26                           | 2                            | –                            | 12                           | –                            | –                            | 1                            | –                            | –                            | –                            | –                            | –                            | –                            | –                            | –                            | - POL: 10 000+  | - POL: złota płyta        | –                                                    |
| 2018 | „Dom dobrych drzew”                           | –                            | –                            | –                            | –                            | 2                            | –                            | 12                           | –                            | –                            | –                            | –                            | –                            | –                            | –                            | –                            |                 |                           | Leśniczówka (ścieżka dźwiękowa)                      |
| 2018 | „Tylko Ty”                                    | –                            | –                            | –                            | –                            | –                            | –                            | –                            | –                            | –                            | –                            | –                            | –                            | –                            | –                            | –                            |                 |                           | Dywizjon 303. Historia prawdziwa (ścieżka dźwiękowa) |
| 2018 | „Zatrzymać chwilę” (oraz Roksana Węgiel)      | –                            | –                            | –                            | –                            | –                            | –                            | –                            | –                            | –                            | –                            | –                            | –                            | –                            | –                            | –                            |                 |                           | Hotel Transylwania 3 (ścieżka dźwiękowa)             |
| 2019 | „Król” (oraz Gromee)                          | 10                           | 5                            | –                            | 2                            | 4                            | 1                            | 3                            | –                            | –                            | –                            | –                            | –                            | –                            | –                            | –                            | - POL: 40 000+  | - POL: 2× platynowa płyta | –                                                    |
| 2019 | „My Way”                                      | –                            | –                            | –                            | –                            | 31                           | –                            | 7                            | –                            | –                            | –                            | –                            | –                            | –                            | –                            | –                            |                 |                           | –                                                    |
| 2020 | „Lime (TeQuila-ila)”                          | –                            | –                            | X                            | 36                           | 30                           | –                            | 1                            | –                            | –                            | –                            | –                            | –                            | –                            | –                            |                              |                 |                           | –                                                    |
| 2020 | „Too Late”                                    | –                            | –                            | X                            | –                            | –                            | –                            | –                            | –                            | –                            | –                            | –                            | –                            | –                            | –                            | –                            |                 |                           | –                                                    |
| 2021 | „Będę śniła” (Re-Edit)                        | –                            | –                            | X                            | –                            | –                            | –                            | –                            | –                            | –                            | –                            | –                            | –                            | –                            | –                            | –                            |                 |                           | –                                                    |
| 2022 | „W Tobie jest światło”                        | –                            | –                            | X                            | –                            | –                            | –                            | –                            | –                            | –                            | –                            | –                            | –                            | –                            | –                            | –                            |                 |                           | –                                                    |
| 2024 | „I Remember”                                  | –                            | X                            | X                            | –                            | –                            | –                            | –                            | –                            | –                            | –                            | –                            | –                            | –                            | –                            | –                            |                 |                           | –                                                    |
| 2024 | „Jingle Bells”                                | –                            | X                            | X                            | –                            | –                            | –                            | –                            | –                            | –                            | –                            | –                            | –                            | –                            | –                            | –                            |                 |                           | My Favourite Winter                                  |
| „–” oznacza, że singel nie był notowany na danej liście. „X” oznacza, że lista nie istniała w danym okresie. |                                               |                              |                              |                              |                              |                              |                              |                              |                              |                              |                              |                              |                              |                              |                              |                              |                 |                           |                                                      |

### Jako artystka gościnna
| Rok | Tytuł                                    | Pozycja na liście | Pozycja na liście | Pozycja na liście | Pozycja na liście | Album                                       |
| Rok | Tytuł                                    | POL               | POL               | POL               | POL               | Album                                       |
| Rok | Tytuł                                    | LP3               | SLiP              | PiK               | WiR               | Album                                       |
| --- | ---------------------------------------- | ----------------- | ----------------- | ----------------- | ----------------- | ------------------------------------------- |
| 1996 | „Embarras” (singel Ireny Santor)         | 42                | –                 | X                 | –                 | Duety                                       |
| 1996 | „Powrócisz tu” (singel Ireny Santor)     | –                 | –                 | X                 | –                 | Duety                                       |
| 2004 | „Nie było” (singel Sweet Noise)          | 4                 | 11                | 3                 | –                 | Revolta                                     |
| 2005 | „Lunatique” (singel Mathplanete)         | 36                | –                 | 2                 | –                 | Mathplanete                                 |
| 2006 | „Sexuality” (singel Mathplanete)         | –                 | –                 | 19                | 3                 | Mathplanete                                 |
| 2006 | „Wystarczy chcieć” (singel charytatywny) | –                 | –                 | –                 | –                 | –                                           |
| 2013 | „All the Way” (singel Matta Duska)       | –                 | –                 | –                 | –                 | My Funny Valentine: The Chet Baker Songbook |
| 2022 | „Free Your Heart” (oraz Tomek Torres)    | X                 | –                 | –                 | –                 | –                                           |
| 2022 | „Mów sercem” (oraz Nerwus)               | X                 | –                 | –                 | –                 | –                                           |
| „–” oznacza, że singel nie był notowany na danej liście. „X” oznacza, że lista nie istniała w danym okresie. |                                          |                   |                   |                   |                   |                                             |

## Teledyski
| Rok  | Tytuł                       | Reżyseria                                |
| ---- | --------------------------- | ---------------------------------------- |
| 1994 | „To nie ja!”                | Bolesław Pawica                          |
| 1994 | „Once in a Lifetime”        | Kola Ilori                               |
| 1994 | „Jestem kobietą”            | Gareth Roberts                           |
| 1995 | „Dotyk”                     | Nigel Askew                              |
| 1995 | „Kolorowy wiatr”            | Bolesław Pawica                          |
| 1996 | „To Atlanta”                | –                                        |
| 1997 | „When You Come Back to Me”  | Tim MacMillan                            |
| 1997 | „Hope for Us”               | –                                        |
| 1998 | „Anything”                  | Phil Griffin                             |
| 1998 | „Lustro”                    | Bolesław Pawica                          |
| 1998 | „One & One”                 | –                                        |
| 1999 | „Dumka na dwa serca”        | Janusz Kołodrubiec                       |
| 2001 | „Jak najdalej”              | Leszek Kumański                          |
| 2002 | „Nie proszę o więcej”       | Bartek Jastrzębowski                     |
| 2003 | „Impossible”                | Dominic Anciano                          |
| 2004 | „Nie było”                  | Michał Gazda, Piotr Mohamed              |
| 2006 | „Sexuality”                 | Andrzej Artymowicz                       |
| 2006 | „Wystarczy chcieć”          | Mirosław Kuba Brożek                     |
| 2007 | „List”                      | Mirosław Kuba Brożek                     |
| 2008 | „To nie tak jak myślisz”    | Mirosław Kuba Brożek                     |
| 2008 | „Mizerna cicha”             | Dariusz Szermanowicz                     |
| 2011 | „Teraz – tu”                | Edyta Górniak                            |
| 2011 | „On the Run”                | Andrzej Szajewski                        |
| 2011 | „Oj... kotku”               | Mirosław Kuba Brożek                     |
| 2012 | „Consequences”              | Alan Kępski, Edyta Górniak               |
| 2012 | „Co tylko chcesz”           | Maciej Domagalski                        |
| 2014 | „Your High” (Day Version)   | Jacenty Karczmarczyk                     |
| 2014 | „Your High” (Night Version) | Jacenty Karczmarczyk                     |
| 2018 | „Tylko Ty”                  | Michał Braum                             |
| 2020 | „Lime (TeQuila-ila)”        | Edyta Górniak Production, Marathon Films |
| 2024 | „I Remember”                | Edyta Górniak, Anna Szczykutowicz        |